# 托洛茨基列车
托洛茨基列车（俄语：Поезд Троцкого）是列夫·托洛茨基在担任苏俄国防人民委员期间拥有的一列私人裝甲列車。1918年，托洛茨基命人将原属于一个沙俄通讯部长的列车改装成了装甲列车，以便于在俄国内战中于短时间内视察各个红军战区。列车上设有一座电报站、一间图书馆、一间印刷房、一座广播站、一座电力站，而且還配备有一队精挑细选出来的优秀射手和机枪手，另有一间汽车库。托洛茨基列车上的乘员们有很多都是苏维埃军事及民事采购专家。意在激励红军士气的特别报纸《在路上》就是在这列列车上出版的。这列装甲列车为红军的建成与其后的布尔什维克建立俄罗斯苏维埃联邦社会主义共和国立下了功勋。为表彰托洛茨基列车及其乘员们在内战中的优异表现，该车被授予了紅旗勳章这一荣誉。